# Władysław Russocki
Władysław Apolinary August Russocki herbu Zadora (ur. 12 sierpnia 1841, zm. 6 grudnia 1908 w Brodach) – hrabia, c.k. urzędnik, radca namiestnictwa, od 1877 starosta powiatu jaworowskiego, od 1882 starosta brodzki (m.in. w 1881, 1883).
Był synem Włodzimierza Russockiego. W kwietniu 1866 ożenił się z Teodorą Wencel, aktorką teatru lwowskiego. Jego dziećmi byli Włodzimierz, Zbigniew, Kazimierz, Wanda, Bronisław.
Honorowy obywatel Brodów (1882), Jaworowa. Odznaczony Orderem Korony Żelaznej III klasy